# Liste von Burgen, Schlössern und Festungen im Département Hautes-Alpes
Die Liste von Burgen, Schlössern und Festungen im Département Hautes-Alpes listet bestehende und abgegangene Anlagen im Département Hautes-Alpes auf. Das Département zählt zur Region Provence-Alpes-Côte d’Azur in Frankreich.

Wappen des Départements Hautes-Alpes (05)
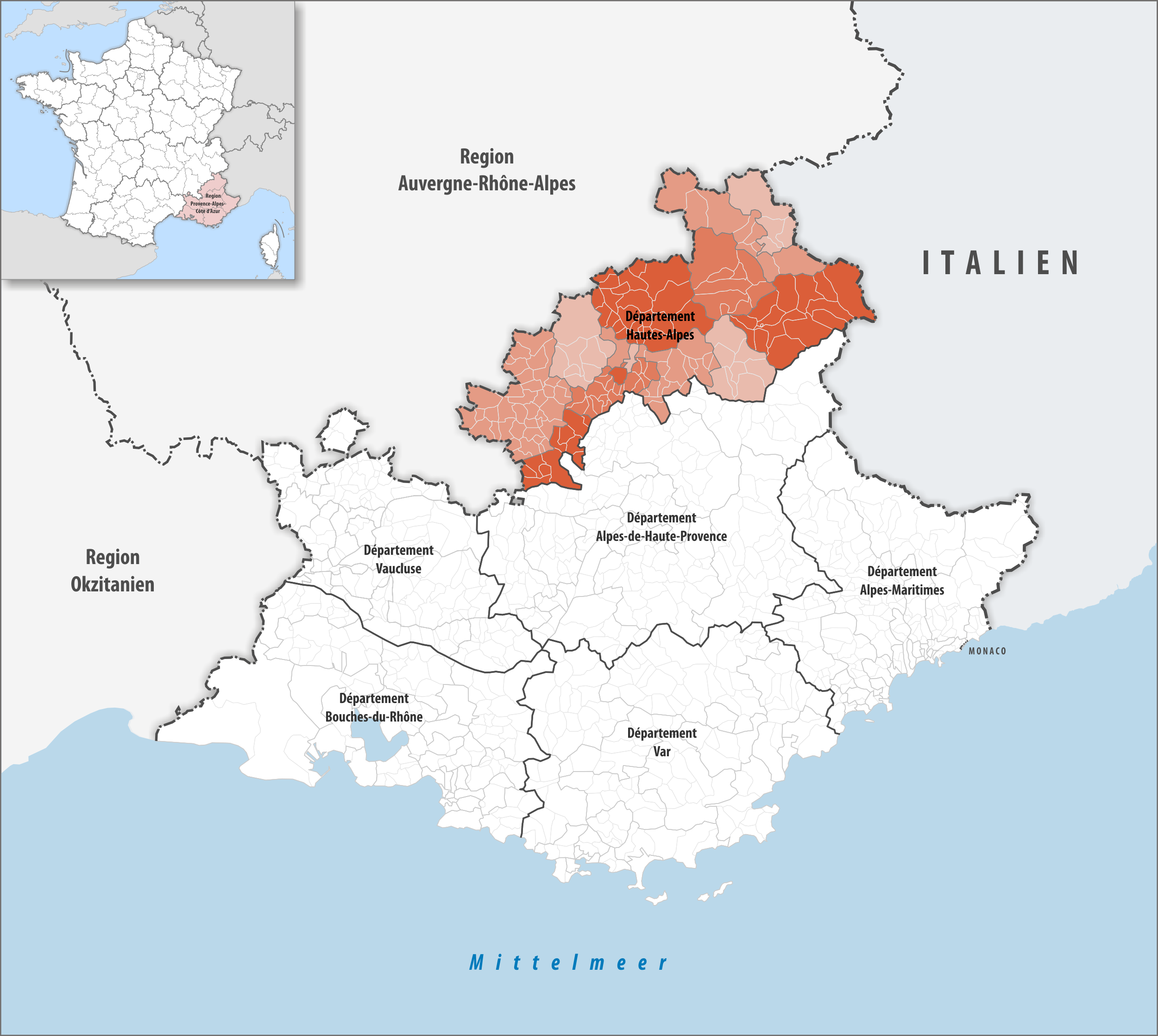
Lage des Départements Hautes-Alpes in der Region Provence-Alpes-Côte d’Azur
Lage der Region Provence-Alpes-Côte d’Azur in Frankreich

## Liste
Bestand am 24. Juli 2021: 12
| Name deu / fra                               | Gemeinde / Lage                             | Typ (Untertyp) | Bemerkungen | Bild |
| -------------------------------------------- | ------------------------------------------- | -------------- | --- | ---- |
| Burg Ancelle Château d'Ancelle               | Ancelle 44,61814° N, 6,19286° O             | Burg           | Abgegangen, lag im Weiler Château d'Ancelle                                                                                           |      |
| Turm Brune Tour brune d'Embrun               | Embrun 44,562915° N, 6,49541° O             | Burg (Turm)    | Abgegangen bis auf einen Wohnturm (Donjon) von 27 m Höhe; die ehemalige bischöfliche Burg befand sich neben der Kathedrale von Embrun |      |
| Schloss Laragne Château de Laragne-Montéglin | Laragne-Montéglin 44,314827° N, 5,822809° O | Schloss        | Schloss aus dem 17. Jahrhundert, wurde baulich stark verändert                                                                        |      |
| Burg Lesdiguières Château de Lesdiguières    | Le Glaizil 44,767° N, 5,9761° O             | Burg           | Ruine |      |
| Fort Le Mont-Dauphin Fort du Mont-Dauphin    | Mont-Dauphin                                | Festung (Fort) | |      |
| Schloss Montmaur Château de Montmaur         | Montmaur 44,570882° N, 5,872893° O          | Schloss        | |      |
| Burg Montorcier Château de Montorcier        | Saint-Jean-Saint-Nicolas                    | Burg           | Ruine |      |
| Schloss Picomtal Château de Picomtal         | Crots 44,531831° N, 6,472598° O             | Schloss        | |      |
| Burg Queyras Fort Queyras                    | Château-Ville-Vieille                       | Burg           | |      |
| Burg Saint-Firmin Château de Saint-Firmin    | Saint-Firmin                                | Burg           | Ruine |      |
| Burg Saint-Léger Château de Saint-Léger      | Saint-Léger-les-Mélèzes                     | Burg           | Wurde im 19. Jahrhundert in ein Herrenhaus umgewandelt                                                                                |      |
| Burg Tallard Château de Tallard              | Tallard                                     | Burg           | Ruine |      |